# Jerry Mateparae

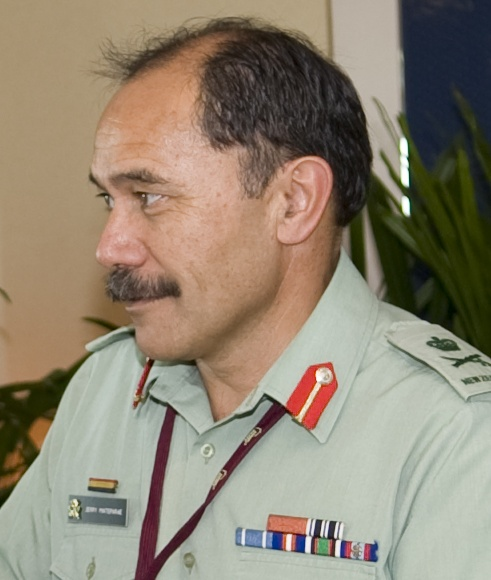
Jerry Mateparae 2009

Jeremiah (Jerry) Mateparae (1954) vezérőrnagy az Új-Zélandi Hadsereg első maori vezérkari főnöke (Chief of Army).

## Pályafutása
1972-ben került az Új-Zélandi Hadsereghez, legénységi állományba. Hároméves katonai szolgálat után jelentkezett a Portseaban (Ausztrália) található Hadapródiskolába (Officer Cadet School, és tiszti kinevezését 1976 decemberében kapta meg, majd az Új-Zélandi Királyi Gyalogezredben szolgált (Royal New Zealand Infantry Regiment, RNZIR).
Mateparae vezérőrnagy az Új-Zélandi Védelmi Erők kötelékében szolgált és ezredében (RNZIR) illetve vezérkaroknál töltött be különböző beosztásokat:
- Parancsnokság, szakasz-, század- és zászlóaljszinten
- Szolgálat az Új-Zélandi Különleges Légiszolgálatnál (NZ Special Air Service)
- Az Új-Zélandi Királyi Gyalogezred 1. zászlóaljának parancsnoksága

Más beosztások:
- Új-Zélandi Hadsereg Harcászati Iskolájának (NZ Army Training Group) vezető tanára
- Hadműveleti törzstiszt az Új-Zélandi Hadsereg Kiképző Csoportjánál és az Új-Zélandi Hadsereg Vezérkaránál (NZ Army General Staff)
- A haderő-fejlesztés igazgatója, az Új-Zélandi Védelmi Erők főhadiszállásán (Headquarters NZ Defence Force)

1999 decemberében léptették elő dandárnokká, és nevezték ki az Új-Zélandi Hadsereg Szárazföldi Parancsnokává (NZ Army Land Commander).
2001 júliusában lett az Új-Zélandi Egyesített Haderő főhadiszállásán (HQs Joint Force NZ) a Szárazföldi Összetevő Parancsnoka (Land Component Commander).
2002 februárjában léptették elő vezérőrnaggyá, és nevezték ki az Új-Zélandi Hadsereg vezérkarfőnökének (Chief of Army).
Mateparae vezérőrnagy két béketámogató küldetésben vett részt. Parancsnokolt egy egyesített Fegyverszünet Ellenőrző Csoportot, Bougainvilleben, a "BELISI"-hadműveletben, 1998-ban, és egy évig szolgált a Egyesült Nemzetek Fegyverszünet Felügyelő Szervezetében (United Nations Truce Suprevisory Organization, UNTSO), Dél-Libanonban mint főellenőr (1994 májusa–1995 májusa között). 1999 decembere és 2001 júliusa között Mateparae vezérőrnagy volt az új-zélandi erők kelet-timori parancsnoka.
Mateparae vezérőrnagy a brit, ausztrál, szingapúri, maláj és amerikai hadseregek tanfolyamain és kiképzésein vett részt. Elvégezte a Brit Vezérkari Főiskolát (British Staff College) (Camberley), az Ausztrál Egyesített Vezérkari Tanfolyamot (Australian Joint Services Staff Course). Részt vett az Egyesült Államok Csendes-óceáni Főparancsnokának kelet-ázsiai biztonsági tanácskozásán (United States Commander in Chief, Pacific), és elvégezte a Királyi Védelemtudományi Főiskolát (Royal College of Defence Studies). Mateparae vezérőrnagy a Waikatoi Egyetem (University of Waikato) bölcsészkarán kitüntetéssel diplomázott, és tagja az Új-Zélandi Igazgatási Intézetnek.
Mateparae vezérőrnagy az Új-Zélandi Érdemrend tisztje (New Zealand Order of Merit) lett az 1999-ben, bougainville-i szolgálataiért.
Mateparae vezérőrnagy öt gyermek apja, felesége Janine. Szabadidős érdeklődési körébe tartozik az olvasás, a sport, a homeopátia, az egészség megőrzése, és Janine segítése a konyhában.

## Külső hivatkozások
- NZ Army – At a glance
- http://news.bbc.co.uk/2/hi/asia-pacific/4777878.stm

1. ↑  https://dpmc.govt.nz/publications/new-year-honours-list-1999
2. ↑  https://tamiro.massey.ac.nz/nodes/view/12233
3. 1 2  https://dpmc.govt.nz/publications/special-honours-list-20-may-2011